# La Cité des ténèbres
Pour l’article homonyme, voir La Cité des Ténèbres.
La Cité des ténèbres, désormais éditée sous le titre original The Mortal Instruments, est une série de romans fantastiques, écrits par Cassandra Clare, initiée en novembre 2007 aux États-Unis.
Cette série fait partie de la franchise Les Chroniques des Chasseurs d'Ombres, entièrement écrite par Cassandra Clare. C'est la troisième série dans l'ordre chronologie de la franchise mais la première à avoir été publiée.

## Présentation générale
Clarissa « Clary » Fray, 15 ans, est une jeune adolescente qui vit à Brooklyn. Lors d'une soirée dans un club New-Yorkais, le Pandémonium, elle assiste à un spectacle effrayant et plusieurs personnes vêtues de noir qu'elle seule peut apercevoir. Quand sa mère disparaît, capturée par des créatures ténébreuses, Clary découvre le monde des Chasseurs d'Ombres et les Créatures Obscures telles que vampires, loups-garous, sorciers, fées et démons. Accompagnée de Jace, de son meilleur ami Simon et d'autres Chasseurs d'Ombres de l'Institut, Alec et Isabelle, Clary va tenter de comprendre ce monde particulier et de sauver sa mère Jocelyne, découvrant au fil du temps des révélations de plus en plus surprenantes.
L'univers de fiction s'inscrit dans le monde réel (contemporain, principalement aux États-Unis), mais des créatures bien plus puissantes cohabitent avec les humains (les vampires, les loups-garous, les sorciers et les démons ainsi que les anges). The Mortal Instruments a rencontré un énorme succès dans le monde entier.

## Liste des romans
La série est rééditée en français à partir de 2013 sous son titre original The Mortal Instruments.
1. La Coupe mortelle, Pocket Jeunesse, 2008 ((en) City of Bones, 2007)Réédité en 2013 sous le titre La Cité des ténèbres
2. L'Épée mortelle, Pocket Jeunesse, 2009 ((en) City of Ashes, 2008)Réédité en 2013 sous le titre La Cité des cendres
3. Le Miroir mortel, Pocket Jeunesse, 2010 ((en) City of Glass, 2009)Réédité en 2013 sous le titre La Cité de verre
4. Les Anges déchus, Pocket Jeunesse, 2012 ((en) City of Fallen Angels, 2011)Réédité en 2013 sous le titre La Cité des anges déchus
5. La Cité des âmes perdues, Pocket Jeunesse, 2014 ((en) City of Lost Souls, 2012)
6. La Cité du feu sacré, Pocket Jeunesse, 2015 ((en) City of Heavenly Fire, 2014)

## Résumés

### Tome 1:La Coupe mortelle
L'histoire de Clary Fray, jeune fille de 15 ans, qui voit sa vie basculer lorsqu'elle rencontre des Chasseurs d'Ombre dans une boite de nuit, le Pandémonium. Elle fait alors la connaissance des Chasseurs d'ombre comme Jace, Alec et Isabelle.
Le lendemain sa mère se fait kidnapper par un homme appelé Valentin qui cherche la Coupe Mortelle. Afin d'obtenir des réponses, Clary est conduite à la Cité Silencieuse afin que les Frères Silencieux essaient de connaître son passé. Clary va découvrir que Valentin est son père et que sa mémoire a été effacée sur demande de Jocelyne, sa mère, par Magnus Bane, le grand sorcier de Brooklyn. Les chasseurs d'ombres, Clary, et son meilleur ami Simon se rendent alors à une soirée chez Magnus. Mais Simon va être transformé en rat et enlevé par des vampires. Jace et Clary se rendent à l’hôtel du Dumort pour le sauver.
Le soir de l'anniversaire de Clary, Jace l'invite dans la serre de l'Institut. Après avoir parlé de leur enfance, ils s'embrassent. À leur retour dans la chambre de Clary, Simon les surprend en train de s'embrasser. Ce dernier est blessé car il est secrètement amoureux d'elle. Jace ment en lui disant que ce baiser ne signifiait rien non plus pour lui et s'en va.
Clary va comprendre que la Coupe est dans les cartes de taro de Mme Dorothea, sa voisine. Jace, Clary, Alec et Isabelle, conduits par Simon se rendent chez cette dernière. Une fois là-bas ils se retrouvent face à un démon. Alec est gravement blessé mais ils ont la Coupe. De retour à l’institut, Hodge contacte Magnus pour soigner Alec puis vole la coupe et la donne à Valentin qui enlève Jace.
Clary va apprendre que Luke est le chef de la meute de New York, et il va l'aider à retrouver Valentin à Renwick. La meute de Luke se bat contre les damnés de Valentin. Ils vont retrouver Jocelyne dans un coma magique. Pendant leur temps ensemble à Renwick, Jace découvre que Valentin est l'homme qui l'a élevé. Voulant se rapprocher de son père, Jace décide de se mettre de son côté. Lorsque Clary arrive, il lui dit que Jace est son frère. Le chasseur d'ombre finit par se retourner contre Valentin. Mais Valentin fuit avec la Coupe Mortelle.

### Tome 2:L'Épée mortelle
De soudains problèmes ont lieu à New York. Un loup-garou et une fée ont été retrouvés égorgés, la fée ayant été vidée de son sang. Des conflits naissent entre les Créatures Obscures s'accusant mutuellement…
Jace et Clary découvrent qui ils sont réellement, mais ont du mal à s'adapter et se disputent régulièrement. Clary vit chez Simon, son nouveau petit ami, en attendant que les choses se calment, jusqu'à ce que les parents d'Alec et Isabelle, Maryse et Robert Lightwood, reviennent à l'Institut. Maryse doute de la loyauté de Jace à cause de la vérité révélée sur son père. Jace s'enfuit alors au Hunter Moon, QG des loups-garous, où Clary et Luke le rejoignent et le ramènent. L'Inquisitrice des Chasseurs d'Ombres, maîtresse d'Idris, arrive alors et, pensant qu'il est un espion de son père, emmène Jace dans une cellule de la Cité des Os chez les Frères Silencieux. Valentin apparaît alors, tue tous les Frères et parle à son fils de sa lignée avant de voler l'Epée mortelle, l'un des trois objets divins de l'Ange Raziel (ayant déjà en sa possession la Coupe Mortelle).
Plus tard, Clary, Izzy, et Alec sauvent Jace en faisant exploser sa cellule par une rune de Clary. L'Inquisitrice le rattrape et l'emmène chez Magnus Bane où il doit y rester en captivité. La petite troupe est alors invitée chez la Reine des Fées, à la Cour des Lumières, pour obtenir leur aide si une guerre s'impose. Alec, se faisant passer pour Jace , reste chez Magnus tandis que les trois ados s'en vont. Un accueil chaleureux leur est donné, mais Clary goûte par erreur à un aliment des fées et se retrouve prisonnière. La capricieuse et rusée Reine lui dit alors que seul le baiser qu'elle désire le plus pourra la libérer. Malheureusement, il ne s'agit pas de Simon mais de Jace. Après maintes réflexions ils ressortent tous ensemble de la Cour des Lumières, mais Simon part en colère et déçu. À l'Institut, Clary et Jace discutent d'eux et s'avouent s'aimer malgré l'impossibilité. Raphaël, maître des vampires, arrive alors avec Simon dans les bras, qui s'est fait mordre par plusieurs d'entre eux après s'être rendu illégalement et volontairement sur leur territoire. Simon devint alors un vampire au prix de nombreuses souffrances. Tous s'installent chez Luke. 
Un jour, des Damnés attaquent la maison et blessent Luke et Maia, jeune louve de la tribu de Luke et grande amie de Simon. Une nuit, Jace s'en va discrètement rejoindre Valentin sur un bateau de l'East River pour obtenir des informations sur ses plans.
Clary se rend compte qu'elle est capable de créer de nouvelles runes et montre son pouvoir à ses amis. L'Inquisitrice débarque alors, avoue avoir suivi Jace jusqu'à Valentin, l'accuse de traître et l'enferme à l'Institut affichant une haine totale envers lui. 
Maia et Simon se font enlever par Valentin. Jace s'évade et rejoint Luke, Clary et Magnus. Ils montent à bord d'une camionnette flottante pour pouvoir rejoindre le bateau. Jace et Clary s'embrassent à peine lorsqu'un oiseau géant les attaque et enlève Clary. Cette dernière apprend par Maia que Simon s'est fait trancher la gorge et les intentions de Valentin : ce dernier veut utiliser le sang des 4 Créatures Obscures pour faire un rituel afin de lever une armée de Démons ; il a déjà obtenu le sang d'une fée, d'un sorcier et d'un vampire (Simon).
Jace arrive avec Luke et combattent contre les Démons de Valentin. L'Inquisitrice et une armée de Chasseurs d'Ombres arrivent alors pour les aider. Mais l'Inquisitrice meurt après avoir eu une illumination envers Jace et s'être interposée entre lui et une arme mortelle. Jace sauve Simon en lui donnant son propre sang pour le ramener à la vie. Valentin se bat et s'explique avec Simon, Clary et Jace. Il comprend l'attachement de chacun et de ses enfants entre eux. Après un combat, Clary décide de créer une rune de destruction pour sauver ses amis et anéantir la tentative du rituel. Le bateau et tous les Démons explosent donc alors. Sur la camionnette, le jour se lève et les 3 amis constatent avec bonheur et miracle que Simon résiste au soleil et peut s'exposer en plein jour.
Simon arrête sa relation avec Clary, comprenant que ce n'est plus possible. Luke avoue à Clary qu'il est fou amoureux de sa mère, Jocelyne, depuis vingt ans. Clary comprend alors l'importance d'avoir ses sentiments auprès de la personne qu'on aime et court chez Jace pour tout lui dire. Mais ce dernier la devance et lui dit qu'il a été égoïste envers tous et qu'il ne veut être rien d'autre que son frère...
Clary, en larmes, se rend à l'hôpital mais une dame dénommée Madeleine l'attend et lui dit qu'elle est la seule à savoir comment sauver sa mère.

### Tome 3:Le Miroir mortel
La lutte entre le bien et le mal se poursuit. Valentin rassemble son armée pour éradiquer la lignée des Chasseurs d'Ombres....
La troupe doit se rendre à Idris où tout Chasseur d'Ombres se réunit car c'est ici qu'aura lieu la prochaine bataille contre Valentin. Jace ne veut pas que sa sœur y aille, malgré la grande volonté de cette dernière, déterminée à réveiller sa mère grâce à Madeleine et au sorcier Ragnor Fell. Jace, la famille Lightwood et Magnus se rendent alors plus tôt à Idris à la suite d'une attaque de Damnés, emmenant malencontreusement Simon avec eux, ne le laissant pas mourir (malgré l'interdiction d'emmener une Créature Obscure à Idris). Madeleine meurt dans cette bataille. 
Clary, furieuse d'avoir été tournée en bourrique, crée un portail et se rend au Royaume d'Idris accompagnée de Luke. À Alicante, capitale d'Idris, le Consul promet aux Chasseurs d'Ombres de ramener Simon à New York, mais l'enferme secrètement à cause de ses mystérieux pouvoirs de vampire diurne. 
On rencontre alors Aline Penhallow, amie de longue date des Lightwood, et son cousin Sébastien Verlac. Clary, blessée par son atterrissage dans le maudit lac Lyn, est emmenée par Luke chez la sœur de ce dernier, Amatis Herondale, première femme de Stephen Herondale, ancien bras droit de Valentin avant sa mort. Après avoir été guérie, Clary se rend chez les Penhallow où logent les Lightwood et surprend Jace en train d'embrasser Aline. Le cœur brisé, une dispute sévère éclate entre eux  en public. Clary s'en va alors, raccompagnée par son nouvel ami, Sebastien. 
Le lendemain, ce dernier l'emmène chez le sorcier Ragnor Fell mais c'est Magnus Bane à sa place qui explique à Clary que le sorcier est mort et qu'il a besoin du Livre Blanc pour ramener sa mère. Au retour, Sébastien embrasse Clary dans l'ancienne maison de Jocelyne et Valentin Morgensten. Chez Amatis, Jace rejoint Clary, s'excuse et ils partent tous les deux dans l'ancien manoir des Wayland à travers un portail où ils trouvent le Livre Blanc. Ils y rencontrent Ithuriel l'Ange, frère de Raziel, blessé et emprisonné depuis des dizaines années dans une ancienne cave secrète. Ithuriel leur montre des visions de Valentin, 17 ans plus tôt, donnant du sang de démon à son fils et du sang d'Ange à sa fille pendant leurs gestations respectives. Jace et Clary libèrent l'Ange qui meurt en paix avant l'écroulement du manoir et comprennent qu'ils ont été des expériences. Allongés dans l'herbe, ils s'embrassent mais se fâchent car Jace se considère comme un monstre.
Alicante est en flammes. Valentin a détruit les boucliers magiques de la ville et a déchaîné des monstres (Démons et Damnés) sur ses habitants. Simon, toujours prisonnier, refuse de mentir à l'Enclave qui croit que ses amis et lui sont des espions de Valentin; il se lie d'amitié avec son compagnon de cellule, Samuel, ancien traître des Chasseurs d'Ombres. 
Dans la bataille, Aline est blessée. Sébastien assomme Isabelle et tue son petit frère, Max. Alec et Magnus se battent ensemble. Luke et les loups-garous se joignent au combat. 
Plus tard, Clary remet le Livre Blanc à Magnus qui disparaîtra mystérieusement. Jace, Alec et Clary vont délivrer Simon et son ami Samuel, qui se trouve être en réalité Hodge. Sébastien arrive alors, tue Hodge, provoque Jace sur ses sentiments avant de commencer un combat entre eux. Sébastien s'avère être un espion de Valentin et un très bon soldat. 
Les combats se calment. Valentin apparaît par une projection et propose à l'Enclave et aux Chasseurs d'Ombres de les épargner en échange de leur soumission complète. 
Chez Amatis, Jace surgit dans la chambre de Clary et lui ouvre son cœur. Simon et Isabelle passent la nuit ensemble. Jace part à la recherche de Sébastien. Isabelle dit ses quatre vérités à Clary, l'accusant de la souffrance de Jace depuis qu'elle est arrivée dans leur vie. Jocelyne, libérée de son charme par Magnus, arrive à Alicante. 
Clary et Simon comprennent alors que le seul moyen d'arrêter la fureur de Valentin est de former une alliance entre Chasseurs d'Ombres et Créatures Obscures. Elle décide de montrer son pouvoir des runes aux Chasseurs d'Ombres et Créatures Obscures en leur mettant à chacun une rune de lien réunissant leurs pouvoirs communs. Jocelyne raconte la vérité à Clary: son vrai frère est Sébastien, c'est lui qui a reçu le sang de démon; Jace est le fils de Stephen et Celine Herondale, morts tous les deux. Valentin avait essayé de soigner la mère de Jace malade durant sa grossesse avec du sang d'Ange sans succès. Jace est donc lui aussi fait à partir d'Ange. 
Les vampires acceptent de prêter main-forte au combat en échange de Simon, dont les pouvoirs les intéressent. Simon leur montre alors sa rune ancienne de liens et leur explique que, s'il résiste au soleil, c'est par simple chance. Les vampires acceptent de venir. 
Jace espionne les plans de Valentin et Sébastien. Alec embrasse Magnus dans la Salle des Accords, montrant à tous et notamment à ses parents son homosexualité. 
Les créatures de Valentin reviennent. La bataille recommence mais pire que la dernière. 
Sébastien dit la vérité à Jace sur son lien de parenté et le blesse. Isabelle arrive, Jace réussit alors à tuer Sébastien mais le corps  de celui-ci disparaît mystérieusement dans l'eau. 
Valentin capture et blesse Clary afin de commencer son rituel. Jace survient et Valentin le tue presque après lui révélé les différentes parties de son éducation : il a élevé Jace en tant que fils adoptif car son vrai fils l'inquiétait tellement il était monstrueux. 
L'Ange apparaît sur le Lac Lyn qui s'avère être le 3e Instrument Mortel (le Miroir), après la Coupe et l'Epée. Il refuse la requête de Valentin, qui consiste à exterminer les traîtres et les Créatures Obscures, et le tue. Il accepte le vœu le plus cher de Clary qui est de ramener Jace à la vie avant de s'éclipser. Les Creatures démoniaques disparaissent à la mort de leur maître. La guerre est finie.
Amatis donne la boîte à souvenirs soigneusement conservée de Stephen à Jace. Luke avoue enfin son cœur à Jocelyne et ils se mettent ensemble. Une fête de paix et de victoire est organisée à Alicante réunissant chaque peuple. Simon hésite entre ses deux belles admiratrices, Maia et Isabelle.
L'impossible est devenu possible : Clary et Jace s'embrassent tendrement et sont heureux ensemble. 
Simon et Jace font la paix mais se taquinent toujours. La Reine des Fées apparaît pour demander des faveurs à Clary, mais cette dernière ayant été maltraitée par la souveraine (TOME 2) la rejette.
Jace et Clary, entourés de tous leurs proches, regardent ensemble le feu d'artifice d'Alicante…

### Tome 4:Les Anges déchus
La guerre est terminée. Clary rentre à New York pour s'entraîner avec Jace et devenir Chasseur d'Ombres. 
Simon rencontre Camille, une femme vampire très puissante et âgée, qui lui propose de faire alliance pour prendre le pouvoir au sein du clan de Raphaël. Simon réfléchit et se rend compte que sa marque de Caïn le rend influent. Son groupe de musique recrute Kyle, nouveau venu du quartier. Simon emménage chez lui après une querelle avec sa mère qui a découvert sa véritable nature et le qualifie de monstre.
Jace passe ses nuits à faire des cauchemars où il égorge Clary, il a peur de devenir comme son demi-frère Sébastien puisqu'ils ont eu la même éducation.
Les préparatifs du mariage de Luke et Jocelyne sont en cours. Clary se rend compte qu'il y a une réelle tension entre Jace et elle. Simon sort avec deux filles en même temps, Isabelle et Maia, chacune ignorant l'existence de l'autre. Clary lui en veut car il "joue avec le feu" selon elle.
La découverte d'un bébé abandonné fait craquer Jocelyne à cause de son propre bébé qu'elle n'a jamais aimé et considéré comme un monstre.
Plusieurs personnes tentent de tuer Simon, en vain car étant protégé par sa Marque, quiconque ose le toucher est immédiatement tué par une force surnaturelle. Kyle, qui s'avère être un loup-garou de Praetor Lupus (association chargée de protéger les Créatures obscures), et Jace se sentent chargés de sa protection car il semblerait que quelqu'un en a après lui. Simon remarque la dégradation de la santé de Jace qui ne dort ni ne mange plus à cause de ses cauchemars et ce dernier lui explique qu'il évite Clary pour la protéger.
Clary crée une rune qui permet aux chasseurs tués de parler. Même si elle perd le contrôle, elle réussit à obtenir un nom, Camille.
Jocelyne et elle se rendent à l'hôpital pour voir le corps du bébé tué, il s'avère que quelqu'un lui a injecté du sang de démon pour créer un enfant comme Sébastien, mais ce bébé n'a pas survécu. Ces meurtres inquiètent de plus en plus les Chasseurs d'ombres et les Créatures obscures (Raphaël, Luke, Maryse et la reine des Lumières). 
Au concert du groupe, Clary et Jace discutent enfin et entament des préliminaires dans une ruelle. Simon est faible, il a soif et attaque Maureen, cousine de son ami, contre sa volonté. Il aurait bu son sang jusqu'à la tuer si Kyle n’était pas intervenu pour l'arrêter. Maia et Isabelle se rencontrent face à Simon, démuni. Maia reconnaît Kyle, en réalité  Jordan, et son ex-petit ami qui l'a transformée en loup-garou avant de l'abandonner. Jordan explique son passé et son amour fou pour Maia.
Simon reçoit une menace: quelqu’un menace de tuer sa petite amie. il appelle les trois personnes potentiellement en danger (Isa, Clary et Maia) mais toutes vont bien. 
Il va voir Camille pour répondre à sa proposition et permet ainsi aux Chasseurs d'ombres de la capturer. Cette dernière s'avère être sortie avec Magnus autrefois, ce qui rend très jaloux Alec. Elle lui avoue avoir été commanditée par quelqu'un. Jace blesse Clary avec son poignard en essayant de coucher avec elle. Ils décident d'aller voir les Frères Silencieux. Ces derniers expliquent à Jace que son esprit est possédé par une force maléfique depuis sa "renaissance" (résurrection) par l'Ange et qu’il doit subir un sortilège qui lui évitera  d'en subir d'autres.
Maureen, victime de Simon, est retrouvée morte égorgée le lendemain alors qu'elle allait bien la veille. Simon se rend compte que la menace la concernait et affirme sa culpabilité. Isa et Maia refusent de parler à Simon depuis qu'il les a trompées toutes deux.
Camille s'évade du sanctuaire où elle était retenue. Alec s'énerve contre Magnus: il a peur d’être quitté lorsqu'il deviendra vieux.
Clary retrouve Jace qui l'assomme. Simon se laisse emmener par Maureen (devenue vampire) sur le toit d'un immeuble chez Dame Lilith, mère de tous les démons. Auprès d'elle se trouve le corps de Sébastien qu'elle a préservé. Elle a besoin que Simon boive son sang afin qu'il meure et que Sébastien vive. Lilith a possédé Jace pour qu'il lui amène Clary qui sert de moyen de pression contre Simon. Pendant ce temps, Jordan, Isabelle, Maia et Alec partent à la recherche de Simon et retrouvent sa trace dans l'immeuble. Ils découvrent les cadavres de centaines de bébés ayant subi les mêmes expériences que celui de la morgue. S'enchaîne ensuite une bataille contre des démons sortis de nulle part. Jace est un contrepoids, s'il vit alors Sébastien aussi et c'est réciproque. Il blesse Clary avec son poignard, obligeant ainsi Simon à obéir. Clary réussit à égratigner la rune de possession de Jace et à le faire revenir à lui. S'ensuit alors une bataille entre Lilith, ses chiens et Jace/Clary. Simon, faible, vomit tout le sang de Sébastien sans achever le rituel. Lilith fouette Clary face à Jace impuissant mais Simon s'interpose. Sa Marque s'active et réduit ainsi la mère des démons en cendres. En même temps, les autres réussissent à se débarrasser de leurs ennemis et Alec se fait leurrer par Camille qu'il délivre : cette dernière lui ayant promis l'immortalité s'enfuit discrètement le laissant culpabiliser pour son acte.
La petite bande se retrouve à l'étage inférieure, tous blessés mais en vie. Clary a une discussion avec Jace, rongé par la culpabilité d'avoir été utilisé de la sorte et ne cesse de se comparer à la cruauté de Sébastien. Ils s'embrassent. Maia embrasse Jordan et Isabelle reste avec Simon, tout comme Alec et Magnus. Les renforts arrivent pour les réconforter. Simon décide de rentrer chez lui pour retrouver sa mère.
Jace, seul sur le toit, se fait de nouveau contrôler et permet contre sa volonté la résurrection de Sébastien avec qui il fait, toujours contre son gré, un pacte de sang symbolisant leur équilibre, leur contrepoids, leur union…

### Tome 5:La Cité des âmes perdues
Le démon Lilith a été anéanti et Jace a été libéré de son emprise, mais, lorsque les Chasseurs d'Ombres arrivent pour le sauver, ils ne trouvent que du sang et du verre brisé. Le garçon que Clary aime n'est pas le seul à avoir disparu, celui qu'elle déteste aussi, le fils de son père Valentin : un fils déterminé à réussir là où son père a échoué : mettre les Chasseurs d'Ombres à genoux… 

### Tome 6:La Cité du feu sacré
Clary et sa bande doivent maintenant combattre le plus grand monstre diabolique jamais créé : le frère de Clary...
(Sébastien) Jonathan Morgenstern est en train de tourner Chasseurs d'Ombres contres Chasseurs d'ombres. Avec la coupe mortelle, il transforme des Chasseurs d'Ombres en créatures sorties de l'enfer, brisant des familles et des couples de Chasseurs pour créer une nouvelle race démoniaques. 
Quand l'une des plus grandes trahison est découverte, Clary, Jace, Alec, Izzy et Simon doivent régler le problème—même si leur aventure les mène aux confins du Royaume des démons, là où aucun chasseur d'Ombres n'a jamais mis le pied , et d'où aucun humain n'est jamais revenu...

## Personnages
- Clary (Clarissa) Fairchild,  : Jeune fille de 15 ans, elle est la fille de Jocelyne, une artiste-peintre, et de Valentin. Clary est petite (moins de 1,60 m), mince, rousse avec des joues criblées de taches de rousseur. Son meilleur ami est Simon Lewis, ils se connaissent depuis 10 ans. Clary va tomber amoureuse de Jace Herondale, qui sera protecteur envers elle. Mais cela sera compliqué par l'annonce des sentiments de Simon à son égard et d'une nouvelle fatale qui changera sa vie. Elle croira que Jace est son frère, mais il ne l'est pas. Son vrai frère est Sébastien. À la suite d'une expérience de son père, alors que sa mère était encore enceinte, Clary a le pouvoir de créer de nouvelles runes et de décupler la puissance de celles-ci .
- Jace Herondale : Jeune garçon de 17 ans bientôt 18, Jace est grand, avec des cheveux blond clair qui ont des reflets cuivrés au soleil et la peau couleur miel. Il est un grand combattant et a tué beaucoup de démons et autres créatures pour son âge. Il est sarcastique et est le parabatai d'Alec. Jace a vu son père adoptif se faire tuer devant ses yeux quand il avait 10 ans et il a été recueilli ensuite par les Lightwood. Sa mère est morte à sa naissance. Il est conscient de sa beauté et de son charme, et ne se prive pas pour s'en vanter auprès de la gent féminine. Il va devenir très protecteur envers Clary et va changer de comportement quand il se trouvera avec elle. Comme Clary, il a une plus grande proportion de sang angélique, ce qui le rend plus fort et plus rapide par rapport aux autres chasseurs d'ombres .
- Isabelle Lightwood : Isabelle est très belle, grande, mince avec des cheveux longs d'une couleur noire comme de l'encre chinoise et elle a les yeux charbonneux. Elle est la sœur d'Alec. C'est une fille un peu garce sur les bords, qui se sert de ses charmes sur les garçons, comme sur Simon par exemple. Elle porte toujours un collier d'une chaîne en argent ornée d'une pierre rouge, grosse comme le poing d'un nourrisson. Le collier en argent pour se protéger des loups-garous.
- Alec (Alexander) Lightwood : Alec est grand avec des cheveux aussi noirs que sa sœur. Il a des yeux bleus sombres et les sourcils fins. Il est très attaché aux valeurs familiales et ultra-protecteur envers Isabelle et Jace, il fait tout pour les protéger. Alec est homosexuel mais ne veut pas en parler. Il pense tout d'abord être amoureux de Jace et sera très jaloux de l'amitié qui naît entre celui-ci et Clary' cependant celui-ci tombe amoureux de Magnus Bane avec qui il entretiendra une relation compliquée mais intense.
- Simon Lewis : Du même âge que Clary, Simon a les cheveux de couleur châtain foncé, il porte des lunettes et n'est pas un grand fan des discothèques. Il est amoureux de Clary en secret et essayera de le lui dire ou de lui faire comprendre plusieurs fois. Avec l'arrivée de Jace et le comportement étrange de Clary, Simon va essayer de la rendre jalouse en flirtant avec Isabelle. Sans le vouloir, il va devenir le vampire le plus extraordinaire, recherché de tous…
- Luke Garroway (monde des Terrestres), Lucian Graymark (monde des Chasseurs d'Ombres) : Luke est un loup-garou et un peu comme le père de Clary, même si ce dernier n'est pas considéré comme tel. Il est un ami d'enfance de Jocelyne et a toujours eu des sentiments pour elle. À sa disparition, Luke coupera les ponts avec Clary sans raison. Et ce dernier devra affronter des connaissances du passé.
- Magnus Bane : Magnus est un très grand sorcier et d'une grande renommée, il est le Grand Sorcier de Brooklyn. Il connaît Clary depuis ses 2 ans. Il est assez exubérant et entretiendra avec Alec Lightwood une relation tumultueuse.
- Valentin Morgenstern : Valentin était un jeune homme grand, blond et séduisant, qui avait des rêves et des idéaux. Tout ne s'étant pas passé comme prévu, il a été considéré comme mort avec son fils alors que sa femme est partie en se cachant à la suite de cette annonce. Mais il est bel est bien vivant et il veut toujours mettre à exécution son plan qui a échoué 15 ans plus tôt.
- Hodge Starkweather : Vieil homme aux cheveux grisonnants, Hodge est un professeur qui a enseigné à Jace, Isabelle et Alec tout ce qu'il savait. À la suite d'erreurs commises dans le passé (il y a 15 ans), Hodge se voit contraint de rester dans l'Institut et de ne jamais en sortir.
- Jocelyne Fray née Fairchild : Jeune femme mince, mère de Clary, elle a les cheveux plus sombres et plus longs que ceux de cette-dernière. Elle était la femme de Valentin, mais elle l'a quitté à la suite de l'incendie de leur maison en croyant que lui et leurs fils Jonathan étaient morts dans l'incendie.
- Maryse Lightwood née Trueblood est une Chasseuse d'Ombres et l'actuelle dirigeante de l'Institut de New-York. Avec son mari Robert Lightwood, Maryse a eu trois enfants : Alec, Isabelle et Max, ainsi qu'un fils adoptif : Jace.
- Robert Lightwood est le mari de Maryse Lightwood. C'est le père d'Alec, d'Isabelle et de Max ainsi que le père adoptif de Jace. C'est un ancien membre du Cercle qui dirige désormais l'Institut de New York avec Maryse.
- Maxwell "Max" Joseph Lightwood est le fils et le plus jeune des enfants de Maryse et Robert Lightwood et un grand fan de mangas.
- Jonathan Christopher Morgenstern est le fils de Valentin Morgenstern et Jocelyne Fray , et le frère aîné de Clary Fray. Jonathan est parfois encore appelé Sebastian Verlac pendant son séjour à Alicante .

## Les différentes espèces et créatures
- Les Créatures Obscures : « Créatures obscures » (dit Downworlders en VO) est le nom donné aux créatures qui ne sont qu’en partie démon. Les loup-garous, les vampires, les warlocks (sorciers) et les fées sont des Downworlders. Durant des siècles, les Downworlders et les Nephilims ont vécu dans un état proche de la guerre. Les warlocks étaient utiles aux Shadowhunters avec leurs enchantements et leurs sorts de guérison, et les cours de fées étaient trop âgées et puissantes pour être croisées, mais les vampires et les loup-garous étaient souvent chassés, et chassaient les Shadowhunters en retour. Au cours des vingt dernières années, cependant, l'Enclave édita une série de documents appelés les Accords. Tels un traité de paix, les Accords mirent fin à la guerre entre les Downworlders et les Nephilims. Les Downworlders furent autorisés à vivre suivant la Loi de l'Enclave, et en retour, les Shadowhunters acceptèrent de leur offrir une protection à la fois contre les démons et les autres Downworlders.
- Fées : Les fées sont parmi les plus anciennes races de Downworlders. D’après la mythologie des Nephilims, les fées sont les descendantes des démons et des anges. Les fées peuvent avoir différents aspects : certaines ressemblent à des humains d’une beauté surhumaine ; certaines, comme les pixies, ressemblent à de petits personnages avec des ailes ; d’autres, comme les gobelins, les boggarts et les trolls, sont beaucoup moins attirantes. La plupart des fées ont une forte aversion pour le fer, ce qui rend la vie en milieu urbain difficile (bien que ça n’ait pas dissuadé le troll vivant sous le pont de Manhattan). Beaucoup vivent donc dans les parcs et les espaces verts. Les fées détestent les humains et aiment les railler et jouer avec eux. Parfois, elles kidnappent des bébés humains et laissent une fée jouer la comédie à la place afin qu’elle soit élevée par des parents ignorant le véritable héritage de leur enfant. Les fées n’apprécient pas particulièrement les Shadowhunters, mais respectent leur pouvoir et les évitent. Elles ne peuvent pas mentir sinon leur voix se bloque, et elles aiment trouver la plus grande volonté des humains, les leurs accorder et ensuite leur faire regretter.
- Sorciers : Les sorciers sont les descendants des démons et des humains. La plupart sont d’apparence humanoïde, avec souvent un ou deux caractéristiques propre à leur parent démon : des yeux de chat, par exemple, une paire d’ailes ou des pieds palmés. Bien que les sorciers puissent vivre des siècles, ils ne se reproduisent pas et ne peuvent avoir d’enfants. Les sorciers sont les seuls Créatures Obscures à pouvoir lancer des sorts ou invoquer des démons (toujours à l’intérieur d’un pentagramme de manière que le démon ne s’échappe pas dans notre dimension et ne blesse son invocateur). La société des sorciers est hiérarchisée, chaque enclave ayant son propre Haut sorcier.
- Vampires : Les vampires, contrairement aux sorciers, sont tous humains à la naissance. Le vampirisme est causé par un virus démoniaque transmis lors d’un échange de sang (contrairement au mythe, être mordu par un vampire ne vous transformera pas en vampire. Mordre un vampire, d’un autre côté, le fera sans aucun doute). Les vampires sont immortels, mais ne se reproduisent qu’en transformant d’autres humains en vampires. Ils sont d’apparence humaine, bien qu’inhabituellement pâles, et extrêmement vaniteux : ils accentuent souvent leur pâleur avec du maquillage, des vêtements noirs et des colorations capillaires. La lumière du jour leur est mortelle, tout comme le feu et les objets de culte. De toutes les Créatures Obscures, ce sont eux qui ont les relations les plus tendues avec les Chasseurs d'Ombres, qui les considèrent à peine mieux que des assassins. Durant des années, ils ont utilisé des chevaux démoniaques comme moyen de transport ; au XXIe siècle, ils sont passés aux motos démoniaques. La société vampirique est organisée en clans, habituellement dirigés par le plus ancien vampire ayant engendré la plupart des membres de son clan.
- Loups-garous : Certains loups-garous, comme les vampires, naissent humains. Contrairement aux vampires, les loup-garous peuvent se reproduire. La progéniture de deux loup-garous a cinquante pour cent de chance de porter la mutation démoniaque qui entraîne la lycanthropie. La lycanthropie peut également être transmise via une morsure ; un humain mordu a soixante-quinze pour cent de chance de contracter la maladie. De plus, contrairement aux vampires, les loup-garous ne sont pas immortels, bien qu’ils disposent d’une durée de vie plus longue que les humains et d’une capacité de guérison bien plus rapide. Après avoir été mordu, les loup-garous se transforment de manière incontrôlable à chaque pleine lune. Au fil du temps, les lycanthropes peuvent parvenir à se contrôler. Certains parviennent à se changer en loup en dehors des pleines lunes. D’autres sont capables d’empêcher la transformation tout entière. La société des loup-garous fonctionne de la même manière que les meutes d’animaux. Chaque groupe de lycanthropes a un chef de meute. La loi stipule que celui qui tue le chef de meute actuel prend sa place.
- Démons : À part les anges, les démons sont les seuls à pouvoir se déplacer à travers les limites dimensionnelles et à voyager de monde en monde. Il y a une quantité infinie de démons. Un petit nombre sont des Shapechangers (Changeurs de Forme) (Eidolons), mais la plupart utilisent leurs pouvoirs pour se cacher ou se fondre dans l’obscurité de manière à ne pas être vu. Les démons ne sont absolument pas intéressés par le fait de construire des civilisations — bien qu’ils aient des langages, ils ne se soucient pas plus que ça de la culture. Ils se déplacent de monde en monde, se nourrissant de leur énergie jusqu’à les assécher. Puis, ils se déplacent vers le monde suivant. Il y a des siècles, quand l’ange Raziel créa les Chasseurs d'Ombres, il plaça également des protections aux frontières de notre dimension, bloquant ainsi la plupart des démons. Au fil des siècles, les protections se sont affaiblies, permettant à davantage de démons d’entrer. Bien que les Nephilims les chassent et les tuent, leur nombre en constante augmentation ne leur facilite pas la tâche.
- Démons (zone de Manhattan) : Il existe un nombre incalculable de sortes de démons, tout comme il existe un nombre incalculable de mondes. Les démons ont certaines préférences quant à leur habitat : certains s’épanouissent dans la glace, alors que d’autres habitent l’intérieur des volcans. Certains aiment les cités et les zones fortement peuplées, tandis que d’autres préfèrent la campagne. Ci-dessous se trouve une liste des quelques démons que vous pourriez croiser dans une zone urbaine dense comme New York (et certains sont spécifiquement originaires de New York).
- Dhampirs  : Le nom donné aux motos démoniaques utilisées par les clans de vampires. Dans le passé, les vampires (qui avaient souvent besoin de se rendre rapidement dans certains endroits, spécialement quand le soleil est sur le point de se lever) chevauchaient des chevaux démoniaques (des chevaux ordinaires auraient fui, piétinant par la même occasion leurs chances). Les chevaux étaient féroces, avec des yeux rouges, et disparaissaient dans la lumière du jour. De nos jours, un sorcier capture l’esprit d’un de ces chevaux et l’enferme dans une pièce de métal, le transformant en une moto « démon » possédée. Des rumeurs disent que ces motos peuvent voler ou rouler sur l’eau. Les motos Dhampir ne fonctionnent pas durant la journée.
- Démons « Junk » : Les soi-disant démons junk vivent dans les ordures et les égouts. Ils se nourrissent de déchets et de poubelles. La plupart ne sont pas plus gros que des rats, et sont souvent confondus avec ceux-ci. Parfois, il arrive que des démons junk atteignent une taille anormalement élevée, et deviennent de ce fait dangereux. Ils rôdent dans les poubelles, les incinérateurs, les bennes et les compacteurs en attendant les ordures pour s’en nourrir (il est préférable d’éviter une poubelle tachée de sang dans une allée sombre ; c’est probablement un démon junk). Un jet d’eau chargé d’eau bénite est très efficace pour se débarrasser d'eux.
- Démons Ravener : En partie alligator et en partie scorpion, les démons Ravener sont violents, féroces et extrêmement venimeux. Ce sont des hunter-killers : mortels, mais pas très brillants. Les warlocks les utilisent souvent comme assassins.
- Démons Eidolon  : C’est le nom donné à cette race de démons qui peuvent changer de formes. Ces démons sont parmi les plus dangereux car ils peuvent déambuler parmi les humains sans se faire repérer. Les Chasseurs d'Ombres ont des méthodes pour traquer les démons Eidolon, bien qu’ils aient habituellement besoin d’être proches d’eux pour les repérer. Certains démons Eidolon font partie de la société humaine depuis si longtemps qu’ils en ont oublié leurs origines démoniaques.
- Démons Anbari : Des démons qui se nourrissent d’électricité et d’impulsions électriques. Ils s’attachent aux sources d’énergie et les assèchent. Ils vivent habituellement sur ou à proximité des centrales électriques — les Shadowhunters les repèrent souvent après une simple surtension dans une zone électrique. Ils sont parfois appelés « démons wi-fi » comme ils ont l’habitude de s’attacher à un modem sans fil et de le vider de son énergie. Ils peuvent être à l’origine de la lenteur de vos téléchargements.
- Démons Drevak : Les démons Drevak sont aveugles et chassent grâce à leur ouïe et leur odorat. Malgré leur cécité, ils sont souvent utilisés comme espions par les sorciers et maîtres démons car leur ouïe est extrêmement fine et leur mémoire est absolue. Ils sont couverts de pics noirs empoisonnés qu’ils projettent de leur corps, comme les porc-épics, quand ils attaquent. Quelqu’un touché par un pic de Drevak doit immédiatement chercher l’assistance médicale d’un sorcier.
- Dragonidae : Les soi-disant « démons dragon » ne sont en fait pas des dragons, mais des démons qui s’installent dans des tunnels de métro abandonnés ou des installations souterraines inutilisées. Ils sont appelés Démon Dragons car, comme les créatures de légende, ils conservent des objets brillants ou luisants. Ils amassent des choses tombées des métros ou laissées aux ordures: des feuilles d’aluminium, des CD, des morceaux de métal ou des bijoux. Il n’est pas rare de trouver des ossements carbonisés au milieu de leurs trésors car les démons Dragonidae, bien que paresseux, tueront tout humain sans défense qui s’approchera d’eux. En apparence, ils ressemblent à d’énormes vers avec une tête et une mâchoire de requin.
- Les Molochi : Les démons Molochi vivent de l’énergie de la cupidité. La plupart habitent dans les sous-sols des zones financières. L’un des démons Molochi le plus connu est le Démon Supérieur Mammon, qui vit sous la corbeille du New York Stock Exchange (bourse de New York) à Wall Street. En apparence, il ressemble à un homme d’entre deux âges vêtu d’un costume Dolce & Gabbana immaculé. Il porte une canne et un attaché-case argenté contenant ses cartes de visite. Son visage, cependant, est un cercle vide, sans traits, comme si un tunnel l’avait traversé. L’existence de Mammon est un secret partagé avec certains négociants et monnayeurs de Wall Street. Ils viennent le voir régulièrement. En échange de coups de pouce (toujours justes) et d’aide financière, ils offrent à Mammon une partie de leur âme. On peut toujours savoir qui marchande avec Mammon de par leurs expressions vides.

## Adaptations

### Romans graphiques
La série a été adaptée en romans graphiques, édités en langue originale par Th3rd World Publishing et en français par Pocket Jeunesse.

### Cinéma
La série a été adaptée pour la toute première fois au cinéma avec le film The Mortal Instruments : La Cité des ténèbres (The Mortal Instruments: City of Bones) réalisé par Harald Zwart et sortie en 2013 avec Lily Collins et Jamie Campbell Bower. Le film est un échec au box-office ce qui pousse le studio Constantin Film à repousser l'adaptation du deuxième livre. Le film ne connaitra jamais de suite, le projet ayant été finalement annulé.

### Télévision
Diffusée depuis 2016 sur la chaine Freeform, la série télévisée Shadowhunters est la seconde adaptation de la série avec dans les rôles principaux Katherine McNamara et Dominic Sherwood. La série n'est pas la suite du film de 2013, elle adapte les romans depuis le tout début. La série est diffusée aux États-Unis depuis le 12 janvier 2016. La série Shadowhunters sera par la suite diffusée entre le 13 janvier 2016 et le 7 mai 2019 sur Netflix en version originale et française.